# Legend of the Dragon (série télévisée)
Cet article concerne la série animée. Pour le film, voir Legend of the Dragon.
 (août 2020).
- Si vous ne connaissez pas le sujet, laissez ce bandeau (vous pouvez alors contacter les auteurs).
- Si vous supprimez le contenu mis en cause (vous pouvez préalablement contacter les auteurs),

argumentez précisément cette suppression dans la page de discussion
(un manque de référence n'est pas un argument ; une recherche réelle de référence doit avoir été effectuée, être formellement documentée).
 (août 2020).
Si vous disposez d'ouvrages ou d'articles de référence ou si vous connaissez des sites web de qualité traitant du thème abordé ici, merci de compléter l'article en donnant les références utiles à sa vérifiabilité et en les liant à la section « Notes et références ».
 (novembre 2020).
Le contenu est difficilement compréhensible vu les erreurs de traduction, qui sont peut-être dues à l'utilisation d'un logiciel de traduction automatique.
La Légende du dragon est une série animée composée de 26 épisodes, suivis de 13 épisodes supplémentaires, pour un total de 39 épisodes. 
Elle est produite par BKN et a été créée en octobre 2006 dans le cadre du bloc Jetix sur Toon Disney. Par la suite, le premier épisode en deux parties, Le Pouvoir du dragon, a été diffusée comme un Blockbuster Jetix sur ABC Family en août avant que toutes les émissions de Jetix se déplacent à Toon Disney. 
Au Royaume-Uni, les 26 premiers épisodes ont été diffusés sur CBBC à l’été 2005. Les treize derniers épisodes de l’émission ont été diffusés en Australie sur Network Ten's Toasted TV à partir du 19 mars 2008 et ont pris fin en 2012.

## Synopsis
L'épisode commence lorsque le dragon d'or précédent décède. Ang et Ling Leung, jumeaux fraternels de dix-sept ans, nés pendant l’année du Dragon, sont les prochains pour devenir le gardien du temple du dragon et avoir le titre de Dragon d’Or, l’utilisateur devra; avec ses capacités mystiques, défendre le monde mortel contre le mal. Ang croit qu'il n'a aucune chance de devenir le Dragon d’Or, comme Ling est la meilleure combattante du dojo. Ling elle espère devenir la prochaine Dragon d’Or. Toutefois, lorsque Maître Chin fait appel à la puissance du Dragon d’Or pour choisir qui sera le prochain Dragon D’or, il choisit Ang. Humiliée et furieuse, Ling s'en va hors du temple et est tentée par la puissance ultime, sombre et maléfique du Dragon de l’ombre. Dès lors, Ang est forcé de combattre sa propre sœur jumelle. 
Dans le dernier épisode de la saison un, Les deux Dragons d'or, Ling est dépassée par la magie de l'ombre que lui a donné l’empereur de la force obscure du Yin ressuscité par le maître du Zodiaque. L’empereur lui ordonne de gagner le bracelet de pouvoir du Dragon d'Or d'Ang. Cependant, Maître Chin révèle à Ling que la seule façon pour elle de revendiquer à juste titre le bracelet de pouvoir est de le tuer. Horrifiée, Ling se libère complètement du Yin qui l’a submergée si longtemps, car elle ne peut pas mettre fin à la vie de son propre frère jumeau. Impressionné, Chin dit que tout cela a été un test pour permettre à Ling de suivre son vrai chemin. Il explique qu'en tant que sœur jumelle d’Ang, elle peut maintenant devenir elle-même un dragon d’or. Chin fusionnant les énergies positives et négatives du bracelet de pouvoir du Dragon d’Or et le bracelet de pouvoir du Dragon de l’Ombre accordant encore plus de puissance à Ang et Ling pour devenir les deux Jumeaux Dragons D’or. Ils sont maintenant deux fois plus forts quand ils travaillent ensemble que quand ils sont seuls. 
La deuxième et dernière saison (qui se compose de seulement treize épisodes) commence avec Ling, enfin de retour à la maison comme le deuxième Dragon d’Or aux côtés de son frère jumeau. Maintenant, les deux dragons d'or, Chin, et les gardiens des temples  du tigre et du singe sont prêts à mettre fin au Maître du Zodiaque et à l’Empereur de la force obscure du Yin une fois pour toutes. Cependant, l’empereur est en mouvement pour se regrouper au Temple du Dragon de l’Ombre, mais il est stoppé avant qu’il n'attaque et désintègre le Temple des Dragons d’Or, laissant les bracelets de pouvoir d'Ang et Ling presque épuisés de leurs énergies. Heureusement, Chin suggère d’aller au Temple du Dragon de l’Ombre perdu depuis longtemps et d’utiliser ses vastes quantités d'énergie négative pour convertir le temple à l’énergie du Yang et par la même occasion recharger les bracelets de pouvoirs des Deux Dragons D’or. Comme Ling a été exposée aux énergies maléfiques du Dragon de l’Ombre pendant un certain temps, elle est facilement tentée par l’influence négative du temple sur son esprit. Cependant, avec la sagesse de Maître Chin, elle et Ang réussissent avec succès à recharger leurs bracelets de pouvoirs sans effets négatifs. Ailleurs, l’empereur parvient à libérer sa sœur cadette Yin Wi, le Gardien du Rat de l’Ombre, qui avait été emprisonnée par l’un des Dragons d’Or précédents pendant mille ans. Les deux frères et sœurs concoctent des plans pour conquérir le monde moderne, et veulent leur vengeance sur les douze gardiens du yang; le Dragon d’Or en particulier. Alors qu'ils se dirigent vers le Temple du Loup de l’Ombre, les héros y arrivent en premier et rencontrent K-Lo, le Gardien du Loup de l’Ombre qui était l’un des alliés de Ling pendant ses temps sombres comme le Dragon de l’Ombre et qui semble avoir tout à fait un intérêt pour elle, maintenant qu’elle est devenue un dragon d’or.

## Personnages

### Personnages principaux
- Ang Leung a dix-sept ans. Il est très accompli dans les arts martiaux et connaît les anciennes philosophies du Dragon d’Or, avec sa sœur jumelle, Ling. Ang a toujours pensé que Ling serait le prochain Dragon d'Or, principalement parce qu’elle est le meilleur combattant. Ils vont tous les deux avec Maître Chin au Temple du Dragon pour sélectionner le nouveau Gardien du Temple : à la stupéfaction des deux jumeaux, le bracelet de pouvoir choisit Ang comme le prochain Dragon d’Or, et non Ling. Pour se transformer, Ang doit dire « Par la force du dragon ». Son bracelet de pouvoir est de couleur or avec une pierre précieuse orange-or qui le rend musclé, lui permet de tirer des boules de feu (orange/or) et de voler. Ang est déchiré une fois qu’il découvre que Ling a rejoint le Maître du Zodiaque et est devenue le Dragon de l’Ombre. Tout au long de la première saison, Ang tente encore et encore de ramener Ling à la lumière du yang, mais Ling, bien qu'elle l’aide de temps en temps, a toujours comme objectif d’obtenir son bracelet de pouvoir. Ang se soucie toujours beaucoup d'elle, même si elle travaille pour le Maître du Zodiaque. Dans la saison 2, Ling est devenue le 2ème Dragon d’Or faisant d’eux les « doubles jumeaux dragon ». Avec de nouvelles capacités, ils peuvent voler, se téléporter, ainsi que devenir un dragon. Les meilleurs amis d’Ang sont Xuan Chi, gardien du Temple des Singes, ainsi que Beingal, Gardien du Temple des Tigres. Ang aime les jeux vidéo et la musique: en fait, il consacre une grande partie de son temps libre à ces activités…
- Ling Leung a dix-sept ans. Elle est très accomplie dans les arts martiaux et bien informée des philosophies anciennes du Dragon d’Or. Elle a un jumeau nommé Ang. Ling a toujours pensé que, comme elle était la meilleure combattante, elle serait le prochain Dragon d’Or. Quand Ang est choisi, elle se laisse remplir de haine, de dépression, de colère et d’humiliation. Après avoir quitté le Dojo, Ling est approchée par le Maître du Zodiaque, qui lui demande de se joindre à lui avec la promesse qu'il fera d’elle un dragon. Ling est d’accord et devient le Dragon de l’Ombre. Sa première attaque sur Ang échoue : il la bat avec un boule d’énergie: elle reste avec le Maître du Zodiaque, qui tente de gagner au moins quatre des bracelets de pouvoir (de préférence tous) et de faire revivre L’Empereur de la Force Obscure du Yin. Ling se soucie toujours de son frère jumeau, même s’ils sont maintenant ennemis par son choix. Ling aime les animaux et ne fera jamais de mal à un animal innocent. Son allégeance au Maître du Zodiaque vacille souvent en fonction de questions personnelles ou familiales. La plupart du temps, elle se bat pour lui, mais il y a des occasions où elle aide Ang et ses amis. Pour se transformer, Ling doit dire, « Par la force du dragon de l’ombre » . Son bracelet de pouvoir est d'une couleur bleu foncé/or. Plus tard, elle devient aussi un Dragon d’or et revient du côté du bien, cette fois quand ils sont ensemble, ils doivent dire « Par le pouvoir du Double Dragon D’or » pour se transformer. Son bracelet de pouvoir ressemble maintenant à celle d’Ang. Dans la finale de la série, Le Cœur du Dragon, ils peuvent utiliser leurs pouvoirs « Par la force du cœur du Dragon d’Or » pour se transformer en un Dragon avec deux têtes, un corps rouge et un estomac doré. Le seul intérêt romantique de Ling semble être K-ho le gardien de loup de l'ombre. Chaque fois que l’équipe a besoin de se séparer, Ling est toujours prête à s’associer avec K-ho. Dans le dernier épisode, Ling est vue achetant des vêtements que K-ho trouvera attrayants.
- Beingal est la gardienne du Temple du Tigre. Le Temple est caché sur une île lointaine, au fond de la jungle derrière une cascade. Le Temple est rempli de statues de tigres de chaque côté de l’allée. Elle est dure et lorsqu’elle est transformée, elle peut tirer de longues griffes de ses mains pour blesser ses ennemis. Elle est tombée amoureuse d’Ang et peut se mettre très en colère quand une autre fille s'approche de trop près d’Ang. Elle est considérée comme jolie par tous les autres gardiens du temple, mais Ang ne la remarque pas parce qu’il l’a toujours connue. Tout au long de la série, des allusions subtiles que quelque chose va se passer entre elle et Ang sont données. Pour se transformer, Beingal doit dire, « Par la force du Tigre ». Son bracelet de pouvoir est de couleur verte avec une pierre précieuse rouge/orange, ses vêtements et sa peau ont rayures de tigre, elle peut aussi tirer des griffes sur ses ennemis et tirer des explosions de puissance verte. Tous les gardiens peuvent tirer des explosions de puissance qui sont la couleur de leur pierre précieuse. Une exception est Beingal dont les explosions de puissance sont vertes. Pendant toute la série, elle sera toujours pied nus.
- Xuan Chi est le gardien du Temple du Singe. Il est le seul Gardien du Temple qui ne porte pas son bracelet de pouvoir, principalement parce que son Temple a été attaqué par des pilleurs qui auraient pris son bracelet de pouvoir quand ils l’ont kidnappé. Il réussit à s’échapper et est allé au Dojo pour obtenir de l'aide. Plus tard, il retourne à son temple pour découvrir que son bracelet de pouvoir était toujours là. Les pilleurs sont revenus pour le prendre, mais l'ont perdu, à la suite d'une bataille entre eux et les gardiens des temples. Xuan n'a depuis jamais cessé d’espérer retrouver son bracelet de pouvoir. Dans l'épisode La malédiction de l'armure son bracelet de pouvoir a été retrouvé, mais à la suite d’un combat entre l’armure possédée par l’esprit de L’Empereur de La Force Obscure du Yin et ses amis, son bracelet de pouvoir et de nouveau perdu. Désespéré par ses erreurs, Xuan entreprend de trouver le bracelet de pouvoir du singe de l'ombre, pour ne plus se sentir inutile. L'ayant trouvé caché dans son temple, celui-ci le met et devient possédé par le Yin. Il s’allie avec le Maître du Zodiaque pour qu'il lui permette de retrouver son propre bracelet de pouvoir du singe. Finalement Xuan retire le bracelet de pouvoir du singe de l'ombre quand il se rend compte qu’il a failli tuer Ang. Au cours de l’épisode en deux parties Le temple du dragon de l'ombre, L'Empereur de La Force Obscure du Yin et le Maître du Zodiaque détruisent le temple du Dragon, afin que personne ne puisse être en mesure de le vaincre à l’avenir. Quand une explosion de puissance de l’empereur et des dragons d’or frappe Xuan Chi, la puissance de ces explosions le transforme en un singe. Son bracelet de pouvoir est de couleur blanche avec une pierre précieuse vert clair et lui donne une agilité supplémentaire. Xuan aime ses bananes et agit souvent comme un singe. Il est parfois considéré par d’autres comme grossier et stupide, mais il a été le meilleur ami d’Ang depuis qu’ils se sont rencontrés. Son rôle dans la série est surtout un soulagement comique. Finalement jusqu’au dernier épisode il n’a jamais réussi à garder son bracelet de pouvoir, le perdant toujours...
- Maître Chin est un ancien gardien du temple du cochon. Il dirige maintenant un dojo pour les jeunes futurs gardiens, tels que Ling, Ang et Beingal. Il enseigna à Ang et Ling comme mentor personnel. Il est habile dans le combat et utilise souvent de vieux proverbes pour enseigner à Ang et ses amis. Il enseigne à Ang comment être le Dragon d’Or et comment améliorer ses compétences. Il est toujours prêt pour chaque attaque. Ironiquement, il a enseigné au Maître Zodiaque avant qu'il ne tourne mal.
- Le Maître du Zodiaque est l'antagoniste principal de la saison 1 de la légende du Dragon. Il a été rétrogradé en un méchant secondaire quand son maître maléfique, L’Empereur de La Force Obscure du Yin, a immédiatement pris le relais et l'a déposé, en le prenant sous son aile à sa place. Le vrai nom du Maître Du Zodiaque est Woo Yin. Il est né dans l’année du Serpent et pensait qu’il allait être le Gardien du serpent. En fin de compte, le bracelet de pouvoir du serpent choisi quelqu'un de différent, il choisit les pouvoirs du yin par la suite. Son rêve est d’obtenir tous les bracelets de pouvoirs du zodiaque chinois, le rendant invincible. Son objectif principal est clair: obtenir quatre bracelets de pouvoir et faire revivre L’Empereur de La Force Obscure du Yin. Il vole principalement le bracelet de pouvoir du serpent, car il estime qu'il devrait être le sien. Il a un serpent animal de compagnie appelé King Cobra et l'utilise comme un espion ou pour l'aider dans les combats. Lors de sa transformation d’un bracelet de pouvoir volé, comme le serpent, il dira normalement « Par la Force Obscure du Yin, le serpent ». Il est toujours une grande menace pour chaque gardien, mais Ang le Dragon d’Or les sauvent à chaque fois. Sur une note intéressante, bien qu’il soit censé être très puissant, il est souvent facilement vaincu, même dans des situations où il a clairement l’avantage (comme avoir trois bracelets de pouvoir, alors qu'Ang n'utilise que le sien).
- L'Empereur de La Force Obscure du Yin est le principal antagoniste dans les épisodes 26-39, sur un total de quatorze épisodes. Il était le précédent Dragon de l'ombre avant Ling et avant d’être enfermé, et il a aussi une sœur cadette nommée Yin-Wi, le gardien du rat de l’ombre.
- Lo Wang est le gardien du temple du coq, un excellent stratège. Son apparence et sa voix sont basées sur un jeune Sean Connery. La couleur de son bracelet de pouvoir est blanc avec une pierre précieuse violet/bleu et lui donne une armure qui ressemble à un coq. Son personnage est une parodie évidente de James Bond.
- Chow est le gardien du temple du chien. Son bracelet de pouvoir est de couleur or avec une pierre précieuse pourpre/bleu et lui donne plus de poils sur le corps, des griffes plus longues et des dents plus longues.
- Shoong est le gardien du temple du cochon. Son bracelet de pouvoir est de couleur noire avec une pierre précieuse pourpre clair, qui le rend plus musclé et lui donne armure. Dans un épisode, Shoong semble être le Maître d’Ang et Xuan Chi.

### Personnages secondaires
- Ming est le Gardien du Temple du Rat. Son bracelet de pouvoir est de couleur noire avec une pierre précieuse rose foncé et lui donne une longue tresse comme une queue de rat et de longues griffes en métal et armure. Elle a également des caractéristiques similaires au rat, tels que les dents et sa queue de cheval très similaire à une queue de rat. La bracelet de pouvoir du rat permet à Ming de se transformer en qui elle veut. Cependant, cette transformation n’est pas parfaite car il y a toujours quelque chose de notable, on peut faire la différence (comme quand elle s’est transformée en un serpent le joyau a été vu sur le dos de son cou, quand elle s’est transformée en Ang, elle avait encore sa queue de cheval présente). Son homologue est le Rat de l’Ombre, qui se trouve être la sœur cadette de l’empereur Ying.
- Robbie est le gardien du temple du bœuf. Un garçon de huit ans, mais quand il possède le pouvoir au Bœuf, il se transforme en un homme plus âgé. Son bracelet de pouvoir est de couleur or avec une pierre précieuse orange-rose et lui donne une armure avec un casque à cornes de bœuf.
- Billy est l’actuel gardien du temple du bélier. Son bracelet de pouvoir est de couleur or avec une pierre précieuse turquoise et lui donne l’air mi-humain mi-bélier avec des cornes de bélier bouclées et la peau recouverte de fourrure. Il est capable de créer de petits tremblements de terre. Comme tous les douze Gardiens, il a un lien spirituel naturel avec les Anciens Gardiens; comme la mère (soi-disant) défunte d’Ang et Ling, Me Ying. Pour activer sa transformation, il dit « Par la force du bélier ».
- Cobra est le gardien du temple du serpent. Son bracelet de pouvoir est de couleur rouge avec une pierre précieuse jaune vif. Cela lui donne l’apparence d'un serpent de couleur verte, ainsi que le venin et un corps très élastique.
- Hye est le gardien du temple du lapin. Voyant qu'elle ne peut pas se permettre des émotions fortes, elle ne peut pas tout à fait ressentir quelque chose pour Ang, mais dit à Beingal qu’elle est la camarade d'armes d'Ang, et qu’elle ne peut jamais être remplacée. Son bracelet de pouvoir est de couleur verte avec une pierre précieuse orange, mais on ne la voit jamais transformée. Sa première apparition est dans l’épisode « Sœurs jumelles ».
- Mana-Ho est la gardienne du temple du cheval. Elle est une grande femme blonde dont le rire n’est pas sans rappeler le gémissement d’un cheval. La couleur de son bracelet de pouvoir est de couleur rouge avec une pierre précieuse bleue, mais on ne la voit jamais transformée. Cependant, dans « L'ancien Dragon d'or », le Maître du Zodiaque se transforme avec les bracelets de pouvoir du cheval et du bélier donc il ressemble probablement à ça.
- K-Ho est le gardien du temple du loup de l'ombre. Ling semble être attirée par ce beau jeune homme, mais Ang, d'autre part semble détester ce « Loup solitaire ». K-ho montre quelques signes qu'il aime Ling mais ne le laisse pas interférer avec sa concentration. Contrairement à la plupart des gardiens de l’ombre capables de se soucier de l’équilibre universel, il ne s’occupe pas du monde. Dans les épisodes ultérieurs K-ho enseigne à Ang et Ling des compétences pour être de meilleurs Dragons, en particulier comment se téléporter. Son bracelet de pouvoir est très similaire à l’ancien bracelet de pouvoir du dragon de l'ombre avant qu'il ne soit transformé en bracelet de pouvoir dragon d’or, avec une couleur bleutée foncée. Pour se transformer, il doit dire « Par le Pouvoir du Loup de L’Ombre ».
- Yin Wi est la gardienne du temple du rat de l'ombre et la sœur cadette de l’Empereur. Elle avait été emprisonnée pendant des milliers d’années par un Dragon d’Or sans nom du passé lointain.
- Victor est le gardien du temple du bœuf de l'ombre. Comme le gardien du bœuf , il est aussi un enfant. Quand il se transforme il dit « Par la force du bœuf de l'ombre » et devient un Minotaure.
- Chang Wo est le gardien du temple du singe de l'ombre. Chang Wo ressemble à un homme caucasien chauve, à part son petit bouc. Il porte un gilet couleur charbon de bois, un t-shirt en ivoire, un pantalon kaki et des chaussures brunes. Lorsqu'il se transforme il dit « Par la force du singe de l’ombre » et devient un gorille humanoïde avec fourrure couleur charbon de bois. Il porte une armure noire.
- Griffe de Sabre est le gardien du temple du tigre de l’ombre. Il est plutôt arrogant, mais, fidèle envers L’Empereur de la Force Obscure du Yin. Il est convaincu que la puissance du tigre est la force la plus forte à venir. Il ne s’arrêtera à rien pour obtenir la bracelet de pouvoir de Beingal et l'unir à la puissance du Tigre, doublant ainsi sa propre puissance.
- Le Dieu Jaguar est un ancien dieu maya, peut-être Bahlam, vénéré par les rois mayas et leurs sujets, davantage évoqué par sa forme mortelle/humaine ressemblant à un roi maya mort depuis longtemps, qui croyait fermement aux jaguars. Il a deux autres formes dans lesquelles il peut se transformer sans activer le bracelet de pouvoir du tigre de l’ombre, et plus tard, avec les bracelets de pouvoir du tigre activant l’un à la fois ou les deux en même temps. Sa première forme est un puissant jaguar bleu/noir grisâtre foncé sans taches, ressemblant légèrement à la statue de jaguar d’où il a été invoqué/ramené à la vie en utilisant le bracelet de pouvoir du tigre de l’ombre, avec des yeux jaunes aux contours noirs. Sa deuxième forme est un jaguar noir/gris foncé avec des taches noires sur les côtés de son torse et sans queue. Il apparaît dans l'épisode « Sur la piste du jaguar », et tombe amoureux de Beingal, l'hypnotisant pour qu'elle devienne sa reine consort.
- Tex : Il est le double maléfique du Gardien du Cheval, et est donc gardien du temple de l'étalon de l’ombre. On ne sait pas si Tex est son vrai nom ou tout simplement un surnom insultant qu'Yin Wi lui a donné. Semblable à K-Ho, il ne veut pas unir ses forces avec L’Empereur de la Force Obscure du Yin ou Yin Wi, semblant se soucier davantage de l’équilibre entre le Yin et le Yang. Quand il se transforme il dit « par la force de l’étalon de l’ombre » et devient un centaure avec une armure le recouvrant du torse jusqu'à la tête.
- Me Ying : La mère d'Ang et Ling et la femme de l’ancien Dragon d'Or, dont la première et dernière apparition est dans l’épisode « Les retrouvailles ». Dans sa jeunesse, elle était le Gardien du bélier, où elle a souvent combattu aux côtés du Dragon d’Or contre le Maître du Zodiaque. Avec le temps, elle est tombée follement amoureuse du puissant Gardien du Temple du Dragon, et lui d'elle. Après leur mariage et la naissance de ses jumeaux Ang et Ling, elle a choisi de démissionner en tant que gardienne du Bélier pour s’acquitter de ses fonctions d’épouse et de mère. Elle a été attaquée par le Maître du Zodiaque et a survécu, mais a perdu à jamais tout souvenir de son mari et de ses enfants jumeaux. Maître Chin l’avait alors cachée dans une terre lointaine, où elle s’occupait des chèvres en bas âge au cours des dix-sept prochaines années. Bien qu’elle ne se souvienne pas de sa vie antérieure en tant que gardienne du temple du bélier, le bracelet de pouvoir l'a reconnue comme son porteur précédent et l’a protégée de la magie maléfique du Maître du Zodiaque.
- Le père d'Ang et Ling : Il était l’ancien gardien du temple du Dragon d’Or, et défenseur du monde contre le Maître du Zodiaque et de tout autre adversaire. Quelque temps plus tard, il se lie d’amitié et tombe plus tard amoureux du gardien du temple du bélier, May Yin. Comme ses enfants jumeaux ont commencé à s’entraîner avec Chin, il a montré une profonde préoccupation pour leur vie même, sachant que ses ennemis essaieraient d’utiliser les jeunes Ang et Ling pour arriver à lui. Par conséquent, il avait demandé à maître Chin par magie d’effacer tout souvenir de lui à ses enfants. Dans l’épisode 12, «  L'ancien Dragon d'or », il est apparu devant son fils dans une vision, lui disant de « regarder, écouter et apprendre ». La dure vérité sur ses actions sont révélées dans les flashbacks entre Ang et Ling quand ils ont finalement retrouver les souvenirs perdus de leur père. Son nom reste inconnu.

## Liste des épisodes

### Saison 1
| no | #  | Titre                             | Première diffusion |  |
| --- | -- | --------------------------------- | ------------------ |  |
| 1 | 1  | Le pouvoir du dragon, partie une  | 6 août 2006        |  |
| Le dernier Dragon d'Or est mort et un nouveau doit être choisi. |    |                                   |                    |  |
| 2 | 2  | Le pouvoir du dragon, partie deux | 14 août 2006       |  |
| Ang est le nouveau Dragon d'Or et doit combattre le nouveau Dragon de l'Ombre. |    |                                   |                    |  |
| 3 | 3  | Dans l'œil du tigre               | 4 octobre 2006     |  |
| Le Maître du Zodiaque et le nouveau Dragon de l’Ombre recherchent Beingal pour le bracelet de pouvoir du tigre. Il devient urgent pour Ang pour se rendre au temple du tigre pour les empêcher de détruire le temple lui-même et de garder le bracelet de pouvoir en sécurité. Quand Ling bat Beingal, elle crie « non » et saute vers le bas et attrape Beingal, le Maître du Zodiaque dit qu’elle est faible et qu’elle l’a sauvée parce qu’elle était autrefois son amie, mais elle dit que c’est parce qu’ils ont besoin d’alle pour attirer le Dragon d’Or au temple du tigre. |    |                                   |                    |  |
| 4 | 4  | Une vedette au dojo               | 5 octobre 2006     |  |
| Après la défaite du Maître du Zodiaque, il vise l'acteur numéro un d'Ang. Ang doit maintenant protéger son acteur têtu numéro un au Dojo, tout en n'essayant pas de le faire savoir à Maître Chin. |    |                                   |                    |  |
| 5 | 5  | Le gardien du bœuf                | 6 octobre 2006     |  |
| Le Maître du Zodiaque s’en prend aux signes de la terre, qui comprennent le chien, le bélier, le bœuf et le dragon. Le Dragon de l’Ombre (Ling) attaque le temple du chien et parvient à obtenir le bracelet de pouvoir du chien, et le Maître du Zodiaque obtient le bracelet de pouvoir du bélier. Ils poursuivent tous les deux le bœuf comme leur prochaine cible, donc Ang doit les arrêter, mais la question est de savoir le Maître du Zodiaque sait vraiment contrôler tout ce pouvoir qu’il utilise ? |    |                                   |                    |  |
| 6 | 6  | Le maître des sarcasmes           | 9 octobre 2006     |  |
| Ang et Xuan Chi voyagent au Vietnam voir un homme nommé Shoong, qui est un maître du sarcasme et est considéré par Ang et Xuan Chi comme autoritaire jusqu'à ce qu’il soit révélé qu'il est le gardien du temple des cochons. |    |                                   |                    |  |
| 7 | 7  | Le temple du changement           | 10 octobre 2006    |  |
| Ang a un moment difficile comme il passe par une série de tests, que chaque Dragon d’Or doit effectuer. Il doit entrer dans le temple des changements. |    |                                   |                    |  |
| 8 | 8  | Le Nouvel An chinois              | 11 octobre 2006    |  |
| Au cours d'un combat avec Ling dans le temple du dragon, Ang perd la mémoire après avoir été frappé par des chutes de pierres du plafond. Elle le convainc qu'il travaille avec un homme appelé le Maître du Zodiaque. |    |                                   |                    |  |
| 9 | 9  | Chow Chow                         | 12 octobre 2006    |  |
| Ling est en difficulté après que l’empereur lui donne plus de pouvoir, mais tente de la tirer dans sa tombe. Lorsque Ling s’arrange pour rencontrer Ang pour lui demander de l’aide, le Maître du Zodiaque lit son courriel et se présente, faisant croire à Ang que tout cela est une comédie. Ang a caché son bracelet de pouvoir quelque part et le Maître Du Zodiaque menace de détruire Ling s'il n’abandonne pas le bracelet de pouvoir. Ang cède et quand ils vont à la cachette, le bracelet de pouvoir n’est pas là. Pendant ce temps, les autres gardiens du temple se sont présentés au Temple du Dragon pour honorer le nouveau Dragon, mais ils trouvent qu’il n’est pas là. Alors Chow, le gardien de chien, ainsi que Xuan Chi aller à la recherche d’Ang, quand Xuan Chi trouve le bracelet de pouvoir du Dragon.                                                              |    |                                   |                    |  |
| 10 | 10 | La mission du Singe               | 13 octobre 2006    |  |
| Xuan Chi sent que le bracelet de pouvoir n’a peut-être pas été pris par les pilleurs du Temple. Il retourne à son temple pour aller le découvrir, mais le Maître du Zodiaque aussi. |    |                                   |                    |  |
| 11 | 11 | L'empereur du Yin                 | 16 octobre 2006    |  |
| Ang rencontre un combattant féroce mais incompétent qui se fait appeler « Le Maître du Chi rouge ». Après l’avoir vaincu et embarrassé, il le ramène au Dojo, où le Maître du Chi Rouge affirme qu’il veut se venger du Maître du Zodiaque pour l’avoir quitté. Maître Chin donne à Ang un message important « Quand vous essayez d’utiliser la force du mal, c’est le mal qui finit par vous utiliser » |    |                                   |                    |  |
| 12 | 12 | L'ancien Dragon d'or              | 17 octobre 2006    |  |
| Ang et Ling découvrent que le dernier Dragon d’Or était leur propre père. Ils le découvrent à une période spéciale de l’année où les douze gardiens méditent tandis que leurs bracelets de pouvoir se rechargent à pleine force et à l’énergie mystique. Le Maître du Zodiaque y voit une occasion de frapper. Ling et Ang travaillent ensemble et ils s’embrassent. Ang pense que Ling reviendra, mais elle choisit différemment. |    |                                   |                    |  |
| 13 | 13 | Le gardien du coq                 | 18 octobre 2006    |  |
| Ang se rend au temple du coq pour s’occuper des ennuis après la levée de l’avertissement dans le Temple du Dragon. Mais c’est un piège du le Maître du Zodiaque qui apporte une sorcière pour corrompre l’esprit du Temple du Dragon. |    |                                   |                    |  |
| 14 | 14 | Sœurs jumelles                    | 19 octobre 2006    |  |
| Le Dragon de l'Ombre prend le bracelet de pouvoir du lapin, mais il est endommagé et a créé quatre copies de Ling, chacun avec leur propre personnalité, causant des ennuis pour Ang et même le Maître du Zodiaque. On voit qu’Ang semble avoir un peu le béguin pour le Gardien du lapin, Hye. |    |                                   |                    |  |
| 15 | 15 | Le temple du rat                  | 20 octobre 2006    |  |
| Ang est attiré dans les pièges de Ling à nouveau, cette fois pour tromper Ang, elle lui fait penser qu’elle c’est transformée en Ming, le gardien du temple des rats. |    |                                   |                    |  |
| 16 | 16 | La malédiction de l'armure        | 23 octobre 2006    |  |
| Le bracelet de pouvoir de Xuan Chi a été trouvé par Ang, mais il est incapable de le prendre parce qu'il est exposé au musée. Mais le Maître du Zodiaque a d’autres idées. Comme il est sur le point de le prendre, il repère un costume d’armure que l’empereur de la force obscure du Yin portait dans les combats et apporte le costume à la vie. Il lui donne le bracelet de pouvoir du singe du chaos et il assure également que Xuan Chi est fou de récupérer son bracelet de pouvoir. |    |                                   |                    |  |
| 17 | 17 | Le voleur de pouvoir              | 24 octobre 2006    |  |
| Un ex-gardien s’échappe de prison, avec l’aide de Maître Chin et Shoong (gardien du cochon). Pendant ce temps, de retour au Dojo, le condamné évadé qui s'identifie comme Tommy veut Maître Chin, mais n’obtient nulle réponse et part. Ang, Beingal et Xuan Chi voyagent au Vietnam pour trouver des réponses. |    |                                   |                    |  |
| 18 | 18 | Le gardien du Cheval              | 25 octobre 2006    |  |
| Le Gardien du Temple du Cheval est en danger, mais Ang doit d’abord trouver le Temple. Quel genre de test lui fait face ? (Le bracelet de pouvoir du cheval est vu dans cet épisode. Mais il n’est pas vu comme étant transformé ou utilisé). |    |                                   |                    |  |
| 19 | 19 | Le singe de l'ombre               | 26 octobre 2006    |  |
| Xuan Chi commence maintenant à se lasser d’être celui qui n’a pas de bracelet de pouvoir et est inutile. Cela ne l’aide pas quand l’ancien gardien du singe arrive et le critique, sur le fait qu’il a déshonoré le nom du singe. Il commence à aller si mal qu’il retourne à son propre temple et trouve le bracelet de pouvoir du singe de l’ombre et le porte. |    |                                   |                    |  |
| 20 | 20 | Le Cobra royal                    | 27 octobre 2006    |  |
| Le gardien du serpent est en danger de mort, lorsque l’animal de compagnie du Maître du Zodiaque, King Cobra, l’a mordue et a pris le bracelet du pouvoir lui-même. Bientôt Ang doit lui faire face quand il obtient le bracelet de pouvoir de Beingal, mais en utilisant son propre bracelet de pouvoir et le bracelet de pouvoir du dragon de l’ombre emprunté par Ling. |    |                                   |                    |  |
| 21 | 21 | La force obscure de Ling          | 28 octobre 2006    |  |
| L'empereur de la force obscure du Yin possède le Maître du Zodiaque, ils possèdent également Ling, qui est alors transformé en un dragon vert. Elle part à la recherche de quatre bracelet de pouvoir pour rendre à la vie l’empereur de la force obscure du Yin. |    |                                   |                    |  |
| 22 | 22 | Le savant fou                     | 31 octobre 2006    |  |
| Un scientifique fou se transforme en un grand chien, incitant le gardien du chien à l’arrêter et est vaincu. Ling s’associe à Ang afin de protéger le chien de compagnie des gardiens du chien du mal, ainsi que d’aller trouver et vaincre le scientifique fou. |    |                                   |                    |  |
| 23 | 23 | Une alliance inattendue           | 1er novembre 2006  |  |
| Une fille de rue vole le bracelet du pouvoir du bélier au Maître du Zodiaque, laissant le Dragon de l'Ombre (Ling) obtenir le bracelet du pouvoir. Elle et Ang, Beingal et Xuan Chi viennent se joindre à la poursuite du groupe. |    |                                   |                    |  |
| 24 | 24 | Les retrouvailles                 | 2 novembre 2006    |  |
| Le Maître du Zodiaque s’en prend à nouveau au bracelet du pouvoir du bélier et parvient à le prendre, avec le bracelet du pouvoirs du serpent. Cependant, quand Ling le touche, elle a une vision de sa mère perdue depuis longtemps d’être le gardien de bélier et demande à Ang de l’aider à trouver des informations à son sujet. Bientôt, ils ont découvert qu'elle était la gardienne bélier et avait souvent travaillé aux côtés de leur père, le dragon d’or précédent, contre le Maître du Zodiaque. Avec le temps, ils tombèrent amoureux l’un de l’autre, se marièrent et eurent des jumeaux, Ang et Ling. Cependant, un jour, le maître du zodiaque l’attaqua. Elle a survécu à l'attaque, mais a perdu toute sa mémoire de qui elle était et de sa nouvelle famille. Ils sont tous deux partis voir leur mère au temple bélier, mais pas sans que le Maître du Zodiaque s’immisce. |    |                                   |                    |  |
| 25 | 25 | Le masque                         | 3 novembre 2006    |  |
| Pour l'anniversaire de Xuan Chi son cadeau est le bracelet du pouvoir du singe, mais il se trouve sur un navire-citerne. Mais le Maître Du Zodiaque obtient le Groupe en premier. Xuan Chi récupérera-t-il son bracelet du pouvoir ou le perdra-t-il à nouveau ? |    |                                   |                    |  |
| 26 | 26 | Les deux Dragons d'or             | 6 novembre 2006    |  |
| L’empereur de la force obscure du Yin est revenu à la vie grâce au Maître du Zodiaque. |    |                                   |                    |  |

### Saison 2
| no | #  | Titre                                           | Première diffusion       | écrit par                        |
| --- | -- | ----------------------------------------------- | ------------------------ | -------------------------------- |
| 1 | 1  | Le temple du dragon de l'ombre, première partie | 19 mars 2008 (Australie) | Sean Catherine Derek             |
| L'Empereur détruit le Temple du Dragon d'Or, forçant Ang et Ling à chercher le Temple du Dragon de l'Ombre. |    |                                                 |                          |                                  |
| 2 | 2  | Le temple du dragon de l'ombre, deuxième partie | 20 mars 2008 (Australie) | Sean Catherine Derek             |
| Ang et Ling se rendront au Temple du Dragon de l'Ombre, pour recharger leurs bracelet de pouvoir avec l’énergie du Yin. Maître Chin transforme le temple du dragon de l'ombre en temple du double dragon d'or. |    |                                                 |                          |                                  |
| 3 | 3  | Le loup de l'ombre                              | 21 mars 2008 (Australie) | Rick Ungar                       |
| Ang et Ling rencontrent K-Ho, le gardien du temple du loup de l'ombre. |    |                                                 |                          |                                  |
| 4 | 4  | Chats et dragon                                 | ?                        | Mark Seidenberg                  |
| Nos héros se sont mis à la recherche du Dr. Beverly Wallis, une amie archéologue de Maître Chin, qui a disparu. |    |                                                 |                          |                                  |
| 5 | 5  | Le tigre sort ses griffes                       | ?                        | Glenn Leopold                    |
| Nos héros testent le dernier super vaisseau amphibie de Ling et jouent aux touristes où Wang Lee et sa célèbre nouvelle co-star Karin Kwan réalisent un film bourré d'action. |    |                                                 |                          |                                  |
| 6 | 6  | Le cheval de l'ombre                            | ?                        | Michael Edens                    |
| Nos héros se sont rendus à White Horse en Angleterre pour voir si le temple du cheval de l’ombre est effectivement cachée sous les célèbres falaises. |    |                                                 |                          |                                  |
| 7 | 7  | Un piège parfait                                | ?                        | Len Uhley                        |
| Les tentatives infructueuses de Yin-Wi pour voler les bracelets de pouvoir jumeaux du double dragon d‘or ont laissé tout le monde vidé de presque toutes leurs énergies mentales et spirituelles, Ang en particulier. |    |                                                 |                          |                                  |
| 8 | 8  | Sur la piste du jaguar                          | ?                        | Christy Marx et Randy Littlejohn |
| Yin-Wi concocte un plan pour montrer à son frère aîné, l'empereur, la force obscure du Yin, ce qu'elle peut faire pour développer davantage ses pouvoirs, ainsi que pour les augmenter à des niveaux énormes. |    |                                                 |                          |                                  |
| 9 | 9  | Amie ou ennemie                                 | ?                        | Dennis Haley et Marcy Brown      |
| Yin-Wi est capturé par la puissance combinée d'Ang et Ling. En tant que telle, elle renonce à son bracelet de pouvoir du rat de l’ombre. |    |                                                 |                          |                                  |
| 10 | 10 | Lorsqu'un enfant paraît                         | ?                        | Mark Seidenberg                  |
| Après que Dent de Sabre ait chassé le gardien du bœuf du temple du bœuf, le garçon de huit ans cherche refuge au dojo de Maître Chin. |    |                                                 |                          |                                  |
| 11 | 11 | Un singe à Hong-Kong                            | ?                        | Sean Catherine Derek             |
| Ang et Master Chin sont partis à Hong Kong en suivant une avance sur le Bracelet du pouvoir du singe disparu, tandis que Ling et Beingal surveillent le Temple du Dragon à San Francisco. |    |                                                 |                          |                                  |
| 12 | 12 | Loup y es-tu ?                                  | ?                        | Mark Seidenberg                  |
| Avec Ang, K-Ho se rend dans la région hivernale et apprend qu'un trio d'hommes impitoyables dans un hélicoptère harcèle les loups pour le plaisir et pour le profit. |    |                                                 |                          |                                  |
| 13 | 13 | Le cœur du dragon                               | ?                        | Christy Marx et Randy Littlejohn |
| L'Empereur et sa sœur, l'Impératrice, découvrent l'emplacement d'un artefact mystique extrêmement puissant connu sous le nom de «Cœur du Dragon Noir». Cependant, Ang et Ling sont à la recherche du cœur mystique du dragon d'or lui-même. Avec lui, Ang et Ling réussissent enfin à détruire l'empereur de la force obscur du Yin et à briser le cœur sombre du dragon noir dans le processus. |    |                                                 |                          |                                  |

## Jeu vidéo
Le Légende du Dragon, le jeu vidéo est sorti le 1er mai 2007 pour la Wii, PlayStation 2, et PlayStation Portable.

## Sortie dvd
La série complète est sortie en DVD en volumes distincts en Bulgarie. Chaque saison (13 épisodes) se composait de 5 DVD de 2 épisodes et un avec 3 épisodes. Au Royaume-Uni, 2006, les 13 premiers épisodes de la saison 1 ont été publiés sur un ensemble de 2 disques. Un deuxième jeu de 2 disques, contenant les 13 autres épisodes de la saison 1, devait être publié, mais ne l’a pas été. La série complète a été sous licence par Image Entertainment, Inc et est en vente maintenant.

## Bande dessinée
En 2004, World Comics a publié une bande dessinée tie-in à la série.

## Diffusion internationale
- Afrique du Sud
  - M-Net